# Dixit Dominus (Scarlatti, II)

Le second Dixit Dominus d'Alessandro Scarlatti, est une œuvre sacrée, généralement jouée au cours des vêpres les jours de fêtes, parmi les six composées sur le Psaume 109, dans la période de maturité du compositeur napolitain. L'effectif nécessite un chœur à cinq voix (SSATB) et le continuo. Son écriture est en stile antico et il est composé entre 1703 et avant 1716, dans la période de maturité du compositeur,.

## Structure
- Dixit Dominus, 
 en sol majeur
- Donec ponam,
- Dominare in medio, 
 en ut majeur
- Tu es sacerdos, 
 en sol majeur
- Dominus a dextris, 
 en la mineur
- Conquassabit,
- Capita in terra, largo noté 
 en ré majeur
- De torrente, 
 en sol majeur
- Gloria patri, 
 en la mineur
- Sicut erat, 
 en sol majeur

## Manuscrits
Le manuscrit autographe est conservé en Italie, les autres sont des copies du XIXe siècle : 
- I-Mr — manuscrit autographe des parties (avant 1716)
- A-Wn, St.67.G.103 (après 1835)
- D-B, Mus. ms. Teschner 63 (vers 1835)
- D-Dl, Mus.2122-D-2
- D-MÜp, Hs. 3877 (vers 1835)
- D-Rp, Pr-M Scarlatti I/9
- D-SWl, Mus. 4834 (1843)
- GB-Ob, mss. 903 (1859)

## Édition moderne
L'œuvre a été publiée dès 1887 par Ricordi à Milan, issue du manuscrit autographe, détenu par le compositeur Pietro Terziani (1765–1831) et acheté par l'éditeur.

## Discographie
- Dixit Dominus [II] - Concerto italiano : Anna Simboli & Elisabetta Tiso, sopranos ; Paolo Costa, alto ; Gianluca Ferrarini, ténor ; Sergio Foresti, basse ; Ignazio Schifani, orgue et clavecin ; Eduardo Eguez, chitarrone ; dir. Rinaldo Alessandrini (février 2000, Naïve OP 30350) (OCLC 173854951) — avec Madrigali et Magnificat.